# Cooperativa Pagesa (Palafolls)
La Cooperativa Pagesa és un edifici de Palafolls (Maresme) protegit com a bé cultural d'interès local.

## Descripció
És un edifici de planta basilical antiga cooperativa agrícola. Té una gran obertura a la nau central en forma d'arc de mig punt. Seguint aquesta solució la llum ve de dalt a través del cos central més elevat amb finestres que també servien per millorar la ventilació de l'edifici. Els paraments de l'edifici són d'arrebossat. Les dues naus laterals presenten un petit cobert a la façana de teules i una obertura semi-circular a sobre.